# Baz Luhrmann
Mark Anthony „Baz“ Luhrmann (* 17. September 1962 in Sydney, New South Wales) ist ein australischer Regisseur, Drehbuchautor und Schauspieler.

## Leben
Luhrmann besuchte die australische Filmhochschule National Institute of Dramatic Art. Nach seinem Abschluss gründete er die Theatergruppe The Six Years Old Company und arbeitete an verschiedenen Musical- und Opernaufführungen.
Seinen ersten großen Erfolg als Regisseur hatte er 1990 mit der Aufführung von Puccinis Oper La Bohème, die bis 1996 im berühmten Sydney Opera House gespielt wurde.
In den 1980ern hatte Luhrmann seine ersten Auftritte als Filmschauspieler in Der Winter unserer Träume (1981) und The Dark Room (1982). 1992 gab er sein Debüt als Filmregisseur mit Strictly Ballroom, einer romantischen Komödie, die auf seinem gleichnamigen Theaterstück basiert. Mit diesem Film begründete Luhrmann seine Red-Curtain-Trilogie, die er mit William Shakespeares Romeo + Julia (mit Leonardo DiCaprio und Claire Danes) und Moulin Rouge (mit Nicole Kidman und Ewan McGregor) abschloss. Als Red Curtain bezeichnet er eine Filmsprache, die eine aktive Teilnahme des Publikums an einem Film erreichen will. Bestandteil dieser Sprache ist eine extrem vereinfachte Handlung, die durch Musik- und Tanzeinlagen unterbrochen wird und damit eine westliche Ausprägung der Bollywood-Filme darstellt.
1996 gründete er mit seiner Ehefrau Catherine Martin die Filmproduktionsgesellschaft Bazmark Inc., mit der er im gleichen Jahr William Shakespeares Romeo + Julia und im Jahr 2001 Moulin Rouge produzierte.
Auf Basis einer Zeitungskolumne von Mary Schmich, mit der sie in der Form einer Abschlussrede für Universitätsabsolventen diesen einige Lebensweisheiten weitergeben wollte, produzierte Luhrmann 1997 das Spoken-Word-Lied Everybody’s Free (To Wear Sunscreen). Die Single konnte sich 1999 in mehreren Ländern in den Charts platzieren und erreichte im Vereinigten Königreich Platz 1 der Charts.
2002 inszenierte er die Oper La Bohème am New Yorker Broadway. Im Jahr 2004 führte er Regie bei dem aufwändigen Werbespot für das Parfüm Chanel No. 5 mit Nicole Kidman in der Hauptrolle.
Nach sieben Jahren Pause wurde im November 2008 Luhrmanns vierter Kinofilm, Australia, veröffentlicht. Darin verarbeitete Luhrmann die Geschichte seiner Heimat vor dem Hintergrund des Bombenangriffs auf Darwin im Zweiten Weltkrieg. Für das Projekt arbeitete er nur mit australischen Schauspielern zusammen und setzte seine langjährige Zusammenarbeit mit Nicole Kidman fort, welche die Hauptrolle neben Hugh Jackman verkörpert.
Von September 2011 bis Februar 2012 verfilmte Luhrmann in Sydney den Roman Der große Gatsby in 3-D. Leonardo DiCaprio übernahm die Rolle des Jay Gatsby. Es war die erste Zusammenarbeit zwischen Baz Luhrmann und DiCaprio seit William Shakespeares Romeo + Julia im Jahre 1996. In weiteren Rollen sind Tobey Maguire als Nick Carraway und Carey Mulligan als Daisy Buchanan zu sehen. Der Film eröffnete am 15. Mai 2013 außer Konkurrenz die 66. Internationalen Filmfestspiele von Cannes.
Für Netflix entwickelte er 2016 die Serie The Get Down. Diese war die bis dahin teuerste Produktion des VoD-Anbieters. Nach einer Staffel wurde sie eingestellt.
Luhrmann drehte 2017 den Kurzfilm The Secret Life of Flowers für die Designerkooperation zwischen Erdem und H&M.
2022 erfolgte die Veröffentlichung von Luhrmanns Filmbiografie Elvis mit Austin Butler in der Titelrolle als Elvis Presley.

## Filmografie
Als Regisseur und Drehbuchautor
- 1992: Strictly Ballroom – Die gegen alle Regeln tanzen (Strictly Ballroom)
- 1996: William Shakespeares Romeo + Julia (William Shakespeare’s Romeo + Juliet)
- 2001: Moulin Rouge
- 2008: Australia
- 2013: Der große Gatsby (The Great Gatsby)
- 2016–2017: The Get Down (Fernsehserie, elf Folgen)
- 2022: Elvis

Als Darsteller
- 1981–1982: Das Buschkrankenhaus (A Country Practice, Fernsehserie)
- 1981: Winter of Our Dreams
- 1982: The Dark Room
- 1982: Einsatzkommando Seewölfe (The Highest Honor)